# Tania Moreno
Tânia Moreno Matveeva (Madrid, 29 de janeiro de 2002) é uma jogadora de vôlei de praia espanhola, que conquistou medalhas  nas categorias de base  e foi semifinalista no Campeonato Europeu de 2022 nos Países Baixos.

## Carreira
Os primeiros contatos com o vôlei de praia deu-se aos 4 anos, treinada por sua mãe, quando atingiu os 10 anos de idade já competia a nível nacional, aos treze anos competia internacionalmente, convocada pelo técnicos Pedro Paulo Costa e Francisco Alfredo Marco, estreando em 2015 ao lado de María Belén Carro na edição do Campeonato Europeu Sub-18 sediado em Riga, no mesmo ano no circuito nacional atuou na etapa de Fuengirola ao lado de sua mãe Olga Matveeva. Em 2017 sagrou-se campeã do Campeonato Espanhol nas categorias Sub-17, Sub-19 e Sub-21.
Em 2016 disputou ao lado de María Belén Carro a edição do Campeonato Mundial Sub-21  realizado em Lucerna, terminaram na quinta posição no Campeonato Europeu Sub-18 em Brno, também a nona posição no Campeonato Europeu Sub-20 em Antália, mesmo posto na etapa de Valência, pelo circuito nacional, e o trigésimo sétimo posto no Campeonato Mundial Sub-19 em Lárnaca e com sua mãe Olga Matveeva terminou na quarta posição na etapa de Fuengirola.
Em 2017, esteve com María Belén Carro no Campeonato Mundial Sub-21 em Nanquim, ocasião do décimo sétimo posto e no circuito nacional terminaram em terceiro na etapa de Fuengirola, e ao lado de Olga Matveeva  finalizou na terceira posição da etapa  em Laredo.Com Clara Soler Alcocer disputou a Continental Cup da Juventude, na Lituânia, obtendo o primeiro lugar no Grupo H e neste mesmo ano esteve com Daniela Álvarez Mendoza  na edição do Campeonato Europeu Sub-18 em Cazã e no Sub-20 de Vulcano (ilha), terminando na nona e quinta posição, respectivamente.

Em 2018, ao lado de Daniela Álvarez Mendoza conquistaram o terceiro lugar no circuito nacional, na etapa de Melilla, e também no campeonato europeu da juventude realizado em Baden classificaram para a edição dos Jogos Olímpicos de Verão de Juventude sediado em Buenos Aires   e também competiram juntas na edição do Campeonato Mundial Sub-19 de 2018 sediado em Nanquim obtendo a medalha de bronze.
No circuito nacional de 2018, esteve com Aina Munar na etapa de Tarragona e no Campeonato Europeu Sub-20 em Anapa, terminando em ambas competições na quinta posição; no âmbito nacional, ainda terminou na nona posição ao lado de Paula Soria Gutiérrez na etapa de Ayamonte, e com Olga Matveeva terminou em terceiro na etapa de Laredo. Em 2019, esteve com Ana Vergara na etapa nacional de Madrid, terminando em quinto, e sagraram-se vice-campeãs no Campeonato Europeu Sub-18 em Baden, retomando a parceria com Daniela Álvarez Mendoza  e estrearam no torneio quatro estrelas de Espinho e também no  três estrelas de Qinzhou do circuito mundial e finalizaram na nona posição; pelo circuito espanhol, foram vice-campeãs nas etapas de Melilla, Ayamonte   e Laredo, depois com Ania Esarte alcançou o quinto posto Tarragona e ao lado de Olga Matveeva terminou em sétimo na etapa de Fuengirola. 
Em 2021, voltou atuar ao lado de Daniela Álvarez Mendoza, conquistou o título da etapa nacional em Menorca e terminando na quinta colocação no Campeonato Europeu Sub-22 em Baden, também disputaram o torneio quatro estrelas de Ostrava e obtendo a nona posição no quatro estrelas de Itapema, depois, com Ana Vergara,  foi campeã na etapa de Campello terminou em terceiro no circuito nacional nas etapas de Madrid, San Javier e Fuengirola, alcançando o nono posto no torneio uma estrela de Madrid pelo circuito mundial,  mesma colocação obtida nas edições dos Campeonatos Mundiais, Sub-19 na cidade de Phuket e Sub-21 também em Phuket e ainda vice-campeã no Campeonato Europeu Sub-20 em Esmirna, e com Aina Munar terminou na quinta posição na etapa de Laredo.                                                                                                                                                                                     
Em 2022, ao lado de Daniela Álvarez Mendoza, foi semifinalista no Campeonato Europeu de Voleibol de Praia em Muniquedisputou o Challenge de Kusadasi alcançando o vigésimo quinto posto, mesma posição obtida no Challenge de Espinho, ainda a nona posição no Challenge de Agadir, obtiveram o quinto posto Elite 16 de Hamburgo e na etapa de Madrid finalizaram na nona posição no circuito nacional, sagraram-se campeãs do Campeonato Europeu de Voleibol de Praia Sub-22 em Flessingue.

## Títulos e resultados
- Future de Balıkesir do Circuito Mundial de Vôlei de Praia de 2022
- Campeonato Europeu de Vôlei de Praia de 2022